# Anopheles mascarensis
Anopheles mascarensis este o specie de țânțari din genul Anopheles, descrisă de Meillon în anul 1947.
Este endemică în Madagascar. Conform Catalogue of Life specia Anopheles mascarensis nu are subspecii cunoscute.